# Elia Rigotto
Elia Rigotto (né le 4 mars 1982 à Vicence, en Vénétie, Italie) est un coureur cycliste italien, passé professionnel en 2005 avec l'équipe Domina Vacanze. 
Elia Rigotto compte plusieurs victoires à son palmarès, dont une étape du Tour méditerranéen en 2006. En 2008, il est exclu du Tour Down Under après avoir porté un coup de tête au coureur australien Mathew Hayman, causant la chute de ce dernier.

## Palmarès

### Palmarès amateur
- 1999
  - Une étape des Tre Ciclistica Bresciana
- 2001
  - Mémorial Enrico Panicali
- 2002
  - Grand Prix de Roncolevà
- 2003
  - 5e étape du Tour de la communauté de Madrid
  - Targa Crocifisso
  - 2e du Piccola Sanremo
  - 2e du Trophée Mauro Pizzoli
- 2004
  - Menton-Savone
  - Circuit d'Orsago
  - Trofeo Zssdi
  - Mémorial Danilo Furlan
  - Mémorial Gigi Pezzoni
  - Prologue, 4ea et 6e étapes du Tour des régions italiennes
  - Tour de la province de Padoue
  - Grand Prix Joseph Bruyère
  - 2e de la Coppa San Geo
  - 2e de la Coppa Fiera di Mercatale
  - 3e du Tour des Flandres espoirs

### Palmarès professionnel
- 2006
  - 6e étape du Tour méditerranéen
- 2008
  - Coupe Sels

## Résultats sur les grands tours

### Tour d'Italie
1 participation
- 2006 : 137e

### Tour d'Espagne
1 participation
- 2007 : 138e